# Niedzica-Zamek
Niedzica-Zamek – wieś w Polsce, położona w województwie małopolskim, powiecie nowotarskim, gminie Łapsze Niżne. Do 1 stycznia 2014 roku miejscowość nosiła nazwę Zamek i stanowiła przysiółek wsi Niedzica.
W latach 1975–1998 miejscowość należała do województwa nowosądeckiego.
Miejscowość jest położona nad Zbiornikiem Czorsztyńskim. Graniczy z Niedzicą, Falsztynem oraz – poprzez Zbiornik Czorsztyński – z Czorsztynem. Na południowym krańcu wsi, przy granicy z Niedzicą, znajduje się Zamek Dunajec z XIV wieku.

## Zabytki
- Zamek Dunajec z XIV wieku
- piętrowy spichlerz z murowaną piwnicą z XVIII w., będący jedynym tego typu obiektem na całym Podtatrzu. Znajduje się na grzbiecie Tabor
- budynek dawnej placówki celnej na grzbiecie Tabor
- prywatny cmentarz Salamonów pod skałą Groby

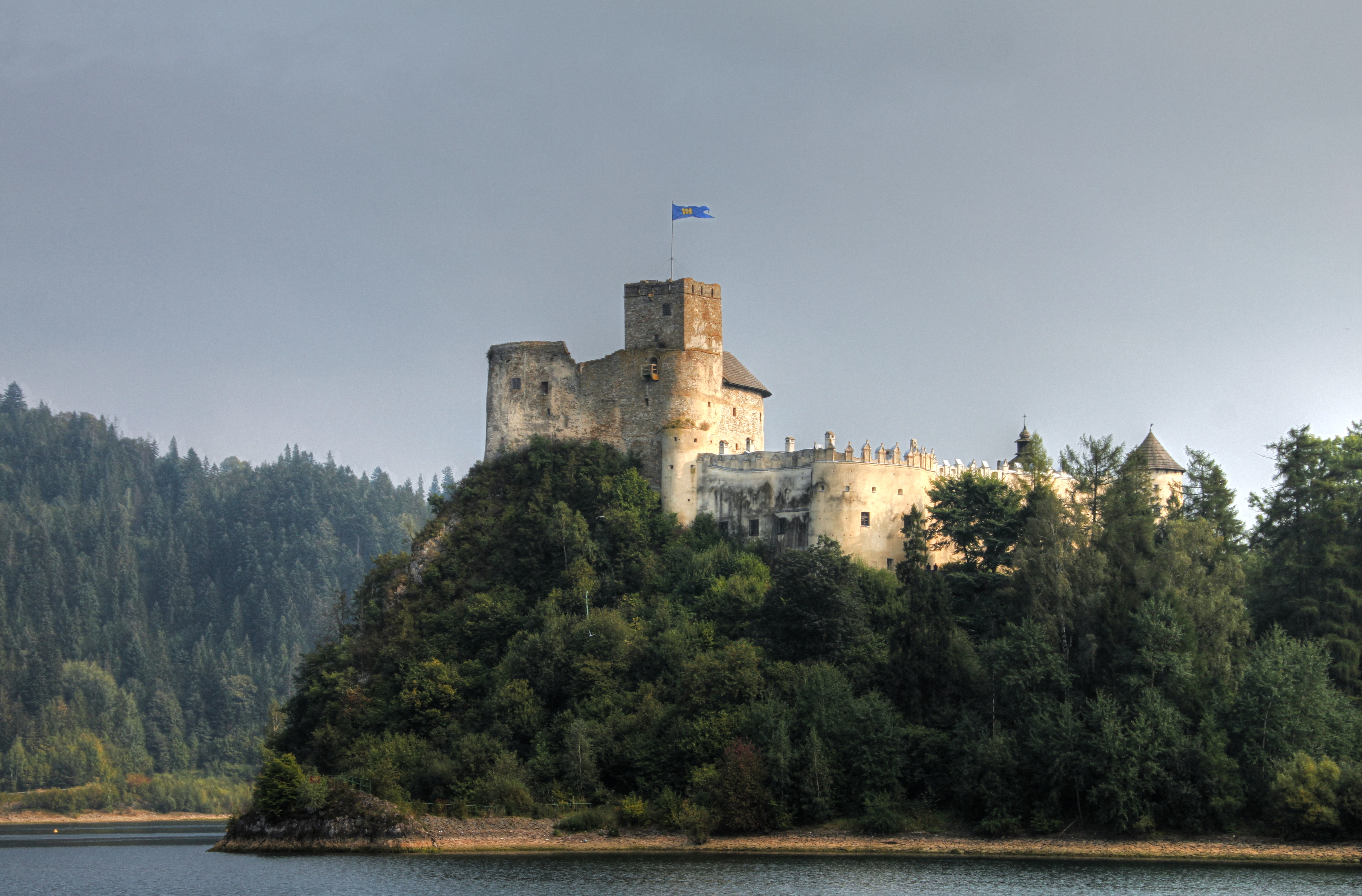
Zamek Dunajec
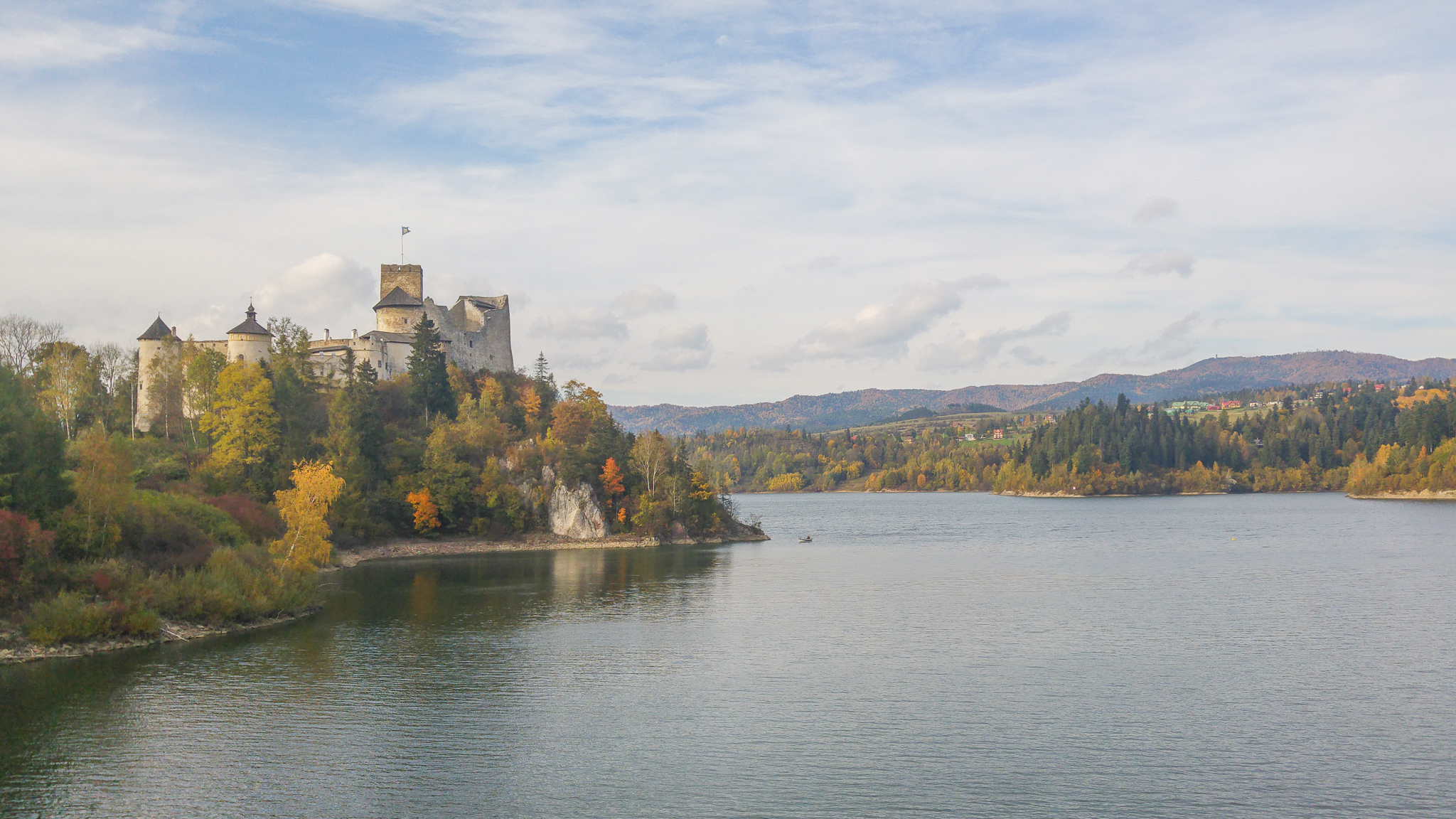
Zamek widziany z południa (z zapory)
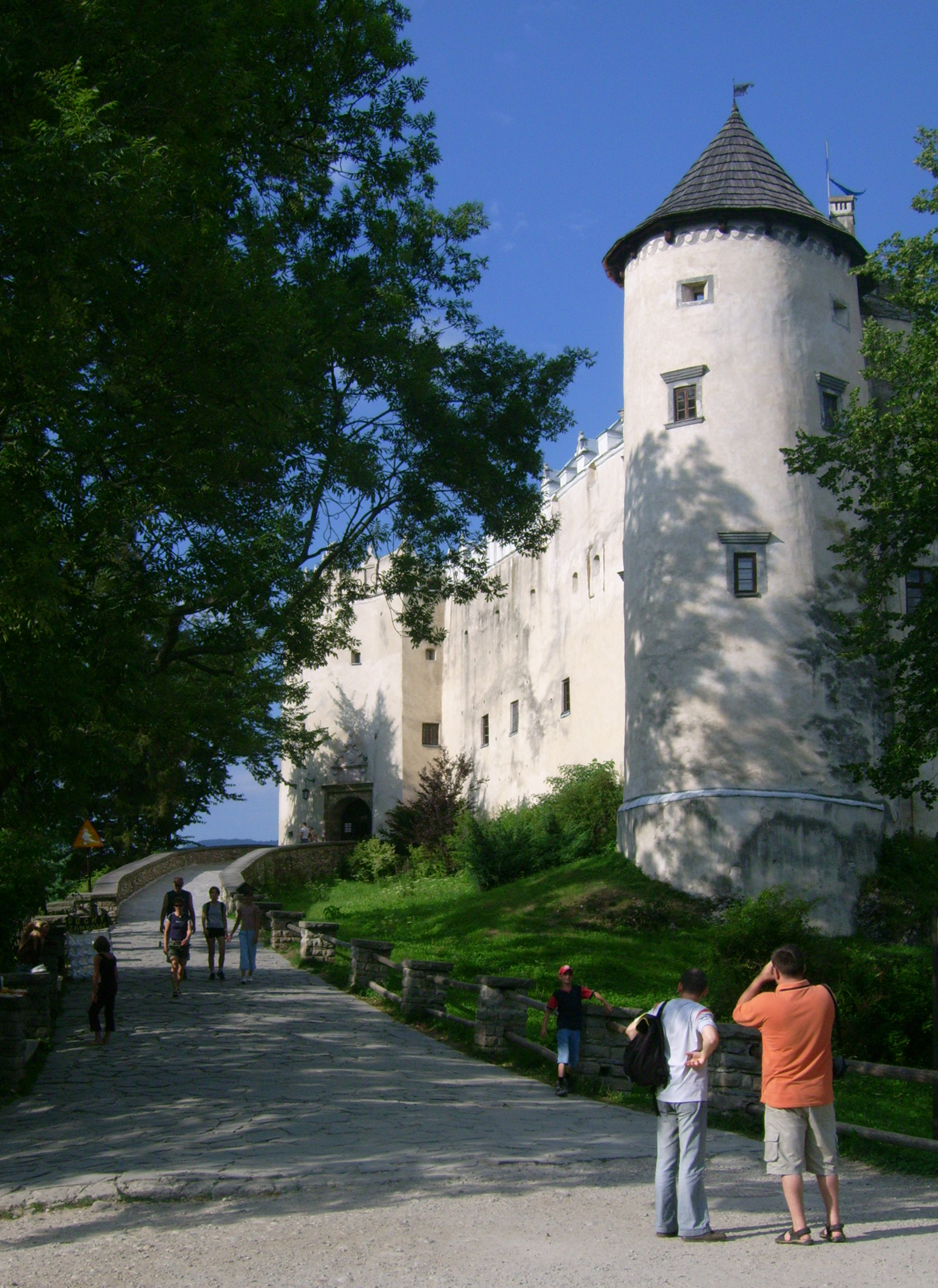
Wejście na zamek
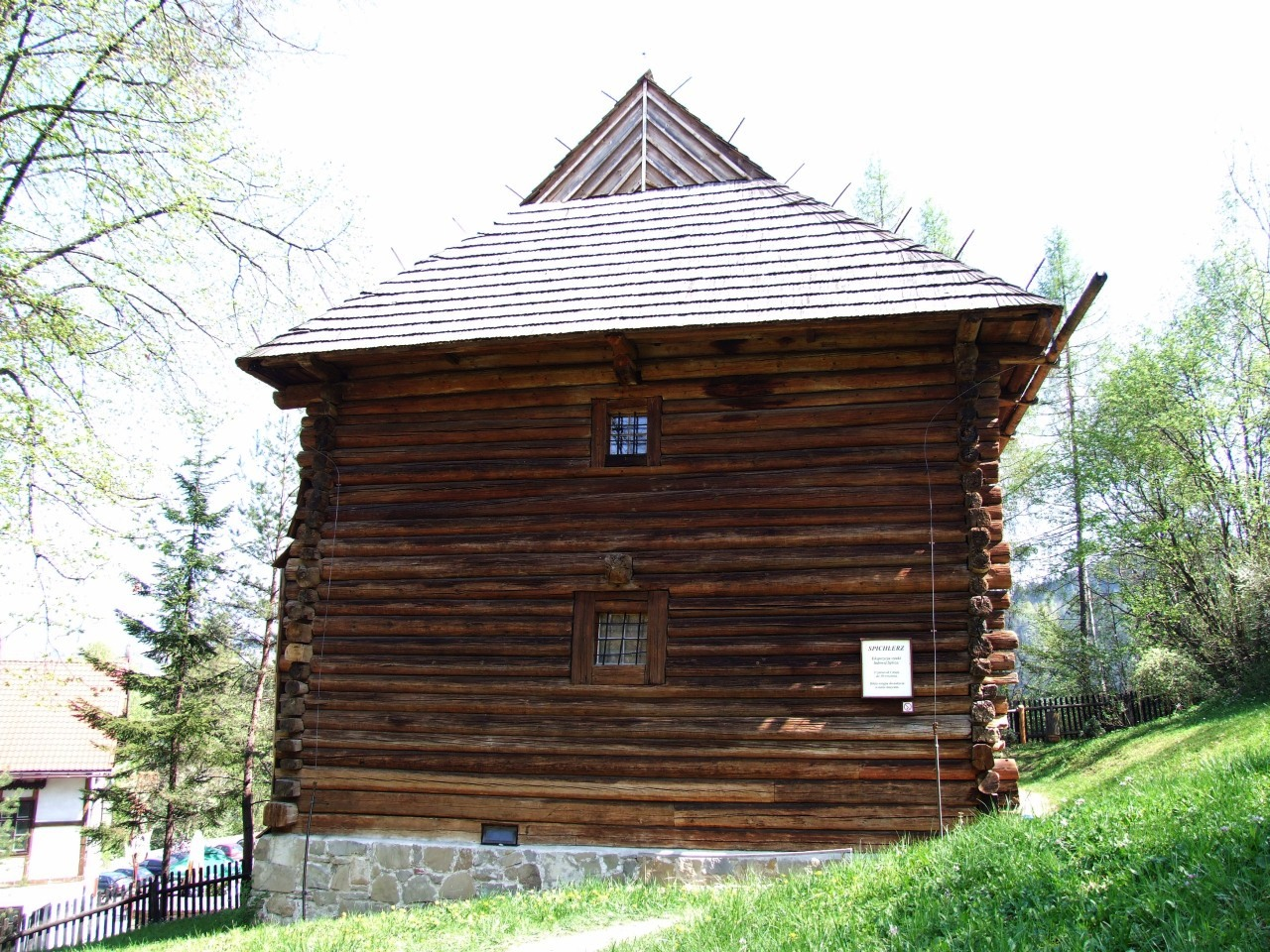
Zabytkowy spichlerz

## Kultura
We wsi jest używana gwara spiska, zaliczana przez polskich językoznawców jako gwara dialektu małopolskiego języka polskiego, przez słowackich zaś jako gwara przejściowa polsko-słowacka.